# Josef Hölzl
Pour les articles homonymes, voir Hölzl.
Josef Hölzl (né le 6 mars 1901 à Neusling, Vilshofen, mort le 30 septembre 1975 à Munich) est un juriste et haut fonctionnaire ministériel allemand.

## Biographie
Josef Hölzl, fils d'un fermier, commence ses études de droit à l'université Louis-et-Maximilien de Munich après avoir obtenu l'abitur au Gymnasium Leopoldinum de Passau en 1920. À l'été 1924, il réussit pour la première fois son premier examen de droit d'État et en décembre 1927 son deuxième examen de droit d'État. Il entame sa carrière professionnelle en 1928 en tant que syndic de ville au conseil municipal de Munich, où il finit en tant que directeur juridique de la ville de 1941 à 1945. Pendant ce temps, il obtient son doctorat en droit de l'université Louis-et-Maximilien de Munich en mars 1929. Au cours des derniers mois de la Seconde Guerre mondiale, il sert dans l'armée entre 1944 et 1945.
Après la fin de la guerre, Hölzl travaille dans le secteur privé et comme avocat de 1945 à 1948, avant d'être à nouveau directeur juridique de l'administration municipale de Munich entre 1948 et 1950. De 1950 à 1952, il a été premier vice-président du district de Haute-Bavière à Munich, puis successeur de Karl Kihn entre 1952 et son remplacement par Heinz Günder en 1960, président du district de Basse-Franconie à Wurtzbourg. En outre, il était chargé de cours à partir du 1er avril 1956 et, à partir de juillet 1958, professeur honoraire à l'université de Wurtzbourg, où il enseigne le droit administratif.
En septembre 1960, Josef Hölzl rejoint le ministère fédéral de l'Intérieur, où il remplace Georg Anders le 1er novembre 1960 en tant que secrétaire d'État II. Jusqu'en 1963, il est responsable des départements I (constitution, droit constitutionnel et administration), VI (sécurité publique) et VII (protection civile). Par la suite, il est de 1963 à octobre 1965 au poste de secrétaire d'État I, secrétaire officiel du ministère fédéral de l'Intérieur, chargé des départements Z (personnel, budget et organisation), III (affaires culturelles fédérales), VI (sécurité publique) et VII (Protection civile). Après que le ministre fédéral de l'Intérieur Hermann Höcherl devient ministre fédéral de l'Agriculture et est remplacé par Paul Lucke, le 25 octobre 1965, Hölzl est mis à la retraite à l'occasion de ce changement de ministre. Entre 1965 et 1966, cependant, il est représentant fédéral au conseil d'administration de la Fondation du patrimoine culturel prussien.
De 1969 jusqu'à sa mort, il est directeur général du Bundesverband der Deutschen Industrie.